# مونا محمودنژاد
مونا محمودنژاد (۱۹ شهریور ۱۳۴۴ – ۲۸ خرداد ۱۳۶۲) یکی از بهائیانی است که پس از انقلاب ۱۳۵۷ در ایران اعدام شد. او در زمان اعدام ۱۷ سال داشت.
در خرداد ۱۳۶۲ حکومت ایران ده تن از دختران و زنان بهائی را اعدام کرد. اتهام آن‌ها تدریس در کلاس‌های کودکان بهائی بود. آن‌ها در معرض فشارهای جسمی و روانی شدید قرار گرفتند تا اعتقاد دینی خود را انکار کنند اما چنین کاری نکردند. در نهایت، همه این افراد اعدام شدند که یکی از آن‌ها، مونا محمودنژاد بود.

## کودکی
مونا محمودنژاد در ۱۰ شهریور ۱۳۴۴ زاده شد. پدر و مادر او از مهاجران ایرانی ساکن یمن بودند. در ۱۹۶۹ وقتی که دولت یمن همه اتباع خارجی را از این کشور اخراج کرد خانوادهٔ محمودنژاد به ایران بازگشتند. آن‌ها دو سال ساکن اصفهان، ۶ ماه ساکن کرمانشاه و سه سال ساکن تبریز بودند و از سال ۱۳۵۳ ساکن شیراز شدند.

## دستگیری تا اعدام
مونا محمودنژاد در ۳۰ مهر ۱۳۶۱ زمانی که فقط ۱۶ سال داشت دستگیر شد و در روز شنبه ۲۸ خرداد ۱۳۶۲ در میدان چوگان شیراز به جرم تعلیم و تربیت تعدادی از کودکان بهائی اعدام شد.

### دستگیری و بازداشت
مونا محمودنژاد در غروب روز اول آبان ۱۳۶۱ در منزل پدر و مادرش دستگیر و در مرکز سپاه پاسداران زندانی شد و در روز ۲۹ آبان با مادرش دیدار کرده و پس از چند هفته او را به زندان عادل آباد شیراز منتقل کردند.
مسئولان زندان او را به دلیل اعتقادات مذهبیش، کافر و در نتیجه ناپاک تلقی کرده و همانند زندانیان سیاسی که به خدا اعتقاد نداشتند، با او رفتاری تحقیرآمیز داشتند. برای مثال، به هنگام انتقال زندانی چشم بسته به اتاق بازجویی، نگهبانان زندان از برقراری هرگونه تماس جسمی با زندانی خودداری می‌کردند. در چنین مواقعی نگهبان سر روزنامه لوله شده‌ای را به دست زندانی می‌داد و سر دیگرش را برای پرهیز از هر تماسی، خود به دست می‌گرفت.

### دادگاه
مسئولان دولتی دربارهٔ جلسه یا جلسات دادگاه این متهم اطلاعی در اختیار خانواده او قرار ندادند. تنها جزئیاتی در کتاب «داستان علیا» به نقل از هم سلولیان او چاپ شده است. از جمله اینکه حکم آزادی مونا دو بار با قرار وثیقه ۵۰۰٬۰۰۰ تومانی صادرشده بود. اما هنگامی‌که مادرش برای پرداخت این مبلغ به دادستانی مراجعه نمود، او را نیز به جرم عضویت در لجنه الفت (انجمن دوستی بهائیان) دستگیر و به مدت پنج ماه زندانی کردند.
بنابر ادعای «جامعه بهائی»، مقامات به متهم می‌گفتند که به او چهار «جلسه» مهلت خواهند داد تا طی آن‌ها به رد مذهبش بپردازد و اسلام را پذیرا شود. همچنین به او می‌گفتند که اگر بیانیه از پیش نوشته شده در نفی آئین بهائی را امضا نکند، کشته خواهد شد.

### اتهامات
متن ادعانامه به خانواده ارائه نشده است. اما اطلاعات موجود نشان می‌دهد که اتهامات علیه او به باورهای مذهبی وی مربوط بوده است. در زمان بازداشت، متهم مورد بازجویی و تحت فشار قرار گرفته بود تا مذهب خویش را انکار کند. علاوه براین، بنابر مصاحبه‌ای که در روزنامه «خبر جنوب» منتشر شد، حاکم شرع مسئول پرونده که رئیس دادگاه انقلاب اسلامی شیراز بود به بهائیان هشدار داده بوده که «بدامن اسلام عزیز بیایند و تا دیر نشده از بهائیت که عقلاً و منطقاً محکوم است تبری جویند.»
حاکم شرع به تفصیل دربارهٔ اتهامات و جنایات منتسب به متهمان گفتگو کرده و استدلال می‌کند که آن‌ها به این خاطر دستگیرشده‌اند که اعضای فعال تشکیلات بهائی بوده‌اند و همچنین بخاطر رابطه مستقیم یا غیرمستقیمشان با «بیت العدل» مستقر در اسرائیل که به ادعای او از دولت اسرائیل پیروی می‌کند. بیانات حاکم شرع دربارهٔ کسانی که دستگیرشده‌اند تأکید می‌کند که فعالیت‌های مذهبی متهمان فعالیت‌هایی جنایتکارانه می‌باشد و «طبق اصل سیزدهم قانون اساسی هر گونه فعالیت برای بهائیان خلاف قانون اساسی است و تشکیل محفل و لجنه و ضیافت و امثال اینها همه جرم است.»
در طول مصاحبه، حاکم شرع خطاب به همه بهائیان (و نه تنها به فعالان بهائی) می‌گوید که یا دین خویش را رد کنند یا عواقب آن را پذیرا شوند: «و الا روزی نه چندان دور خواهد رسید که ملت اسلام با بهائیان مانند منافقین که محمل‌های دینی شیطانی دارند به تکلیف شرعی خود عمل خواهد نمود و بهائیان بدانند که امت حزب‌الله در ریشه کنی آنان عاجز نخواهد بود.»
در شرایطی که حداقل تضمین‌های دادرسی رعایت نمی‌شود و متهمان از یک محاکمه منصفانه محرومند، صحت جرایمی که به آن‌ها نسبت داده می‌شود مسلم و قطعی نیست.

### مدارک و شواهد
در گزارش این اعدام نشانی از مدارک ارائه شده علیه متهم و ارتباطش با اسرائیل نیست. قاضی شرع و رئیس دادگاه انقلاب در مصاحبه‌اش با خبر جنوب دلیل جرم را فعالیت بهائیان و اعتقاداتشان می‌داند. حاکم شرع ادعای اینکه بهائیان در سیاست دخالت نمی‌کنند و از دولت تبعیت می‌کنند را رد کرده و یادآور می‌شود که آن‌ها از جمهوری اسلامی حمایت نکرده‌اند و تشکیلات خود را دارند: «... اینان می‌گویند ما در هیچ‌کدام از راهپیمایی‌ها علیه طاغوت شرکت نکردیم… در هیچ‌کدام از رأی‌گیری‌های جمهوری اسلامی… که تا به حال صورت گرفته… شرکت نکردیم چرا که اینها همه سیاست است و ما از نظر مذهبی دخالت در سیاست را محکوم می‌کنیم؛ و ما برای خودمان رأی‌گیری‌های مختلف داریم و تشکیلات بهائیت مستقل است…». قاضی شرع از طرفی تشکیلات مستقل بهائیان را در ایران دال بر عدم تبعیت آنان از دولت جمهوری اسلامی و خیانت خواند اما از طرف دیگر استقرار دار العدل، که بنا به استدلال او مستقل از حکومت است، را در اسرائیل حجتی برای تبعیت این تشکیلات و پیروان بهائی‌اش از دولت اسرائیل شمرد.
از نظر قاضی شرع اینکه تشکیلات بهائیان جدا و مستقل از «تشکیلات اسلام» است خود مدرک خیانت و گناه پیروان این کیش محسوب می‌شود.

### دفاعیات
از دفاعیات این متهم اطلاعی در دست نیست، اما به گفته نمایندگان جامعه بهائی، اعتقادات دینی دلیل اصلی بازداشت و دادگاهی شدن بهایی‌هاست. اطلاعاتی که این نمایندگان در مورد هم کیشان خود کسب کرده‌اند حاکی از این است که معمولاً درخواست متهمان برای دسترسی به پرونده‌شان رد می‌شود و اگرچه قانوناً مجازند که از وکیل مدافع استفاده کنند اما از اواسط دهه هفتاد وکلای دادگستری تحت فشار قرار گرفته‌اند تا موکل بهائی نپذیرند. نمایندگان جامعه بهائیان اتهاماتی از قبیل فعالیت سیاسی ضدانقلابی یا جاسوسی را که همواره در دادگاه‌ها به بهائیان وارد می‌شود تکذیب کرده و یادآوری می‌کنند که اصول اساسی دین‌شان وفاداری به حکومت و فرمانبرداری از آن را تکلیف شمرده و آن‌ها را از هرگونه دخالت در امور سیاسی منع می‌نماید. این منابع اضافه می‌کنند که جاسوسی برای اسرائیل نیز اتهامی است بی‌اساس که مبنای آن استقرار مرکز جهانی بهائیان در اسرائیل است. حال آن که این مرکز سال‌ها قبل از تأسیس دولت اسرائیل در اواخر قرن نوزدهم میلادی در آن‌جا دایر شده است.

### حکم
مقامات متن حکم را با خانواده متهم درمیان نگذاشتند. اما رئیس دادگاه انقلاب اسلامی در توجیه حکم بهائیانی که در بهمن ماه دستگیرشده بودند، طی مصاحبه‌ای با روزنامه «خبر جنوب» گفت:
«این مسئله مسلم است که در جمهوری اسلامی ایران برای بهائیت و بهائیان کوچک‌ترین جایی نیست.» او از افرادی که به مرگ محکوم شده بودند به عنوان «کفار حربی» یاد کرد. (این اشاره‌ای به بی‌دینانی است که در خارج از محدوده حکومت اسلامی زندگی می‌کنند و هیچ حقی ندارند حتی حق زندگی)، و افزود: «این افراد که محکوم به اعدام شده‌اند از اعضای فعال بهائیت بودند که از شر آن‌ها افراد ساده لوح امان نداشتند و وابستگی‌شان به شیاطین داخل و خارج محرز و عنادشان نسبت به اسلام و مسلمین در حد زیادی آشکار بود.»
چاپ این مصاحبه موجب شد که خانواده‌های زندانیانی به دیدار امام جمعه و استاندار فارس و مقامات پایتخت بروند تا از صحت خبر مطمئن شوند. همزمان، تلاش‌های بین‌المللی برای نجات بهائیان زندانی آغاز شد اما این تلاش‌ها ناموفق ماند. دادگاه انقلاب شیراز متهمان را به مرگ محکوم کرد و دیوان عالی کشور این حکم را تأیید کرد. روز ۲۸ خرداد ۱۳۶۲ مونا محمودنژاد را به همراه سایر زنان به پادگان عبدالله مسگر معروف به «میدان چوگان» بردند تا اجباراً شاهد حلق آویزی سایر زنان شود. زمانی که نوبت او فرارسید، برای آخرین بار به او مهلت دادند تا از دینش برگردد. وقتی که از انجام این کار اجتناب ورزید، او را نیز حلق آویز کردند.
مقامات خبر اعدام مونا محمودنژاد را به خانواده‌اش ندادند. خانواده وی اتفاقاً از اعدام او مطلع شدند و نتوانستند جسدش را خود به خاک بسپارند. مسئولان وی و سایر بهائیان اعدام شده را به قبرستان بهائیان شیراز برده و بدون شستن و رعایت هرگونه مراسم خاکسپاری، دفن کردند.

### وصیت‌نامه
بخشی از وصیت‌نامه مونا محمودنژاد:
... عزیزان، از دل و جان برایمان دعا بخوانید که در هر صورت راضی به رضای الهی باشیم دل به قضا دربندیم و چشم از غیر دوست درپوشیم و تا جای امکان از عهده شکر الطافش برآییم. فدایتان شوم، فراموش نکنید که آنچه کند، او کند؛ ما چه توانیم کرد؟ پس باید سر تسلیم در برابر حق فرود آوریم و توکل بر رب رحیم نماییم؛ پس رجا داریم که غم و حزن را به خود راه ندهید و برایمان دعا کنید که محتاج دعاییم.